# Mick Harvey
Mick Harvey, all'anagrafe Michael John Harvey (Rochester, 29 agosto 1958), è un musicista, compositore, arrangiatore e produttore discografico australiano, noto soprattutto per essere stato membro della rock band Nick Cave and the Bad Seeds.

## Biografia
Michael John Harvey nacque a Rochester, in Australia, da cui si trasferì a Melbourne. A scuola conobbe il cantante Nick Cave con cui fondò i The Boys Next Door, che cambiarono nome in The Birthday Party nel 1980.
In seguito allo scioglimento dei The Birthday Party, si aggiunse alla nuova band di Nick Cave, i Nick Cave and the Bad Seeds, con cui rimase fino al 2008. Il suo ruolo all'interno dei The Bad Seeds fu di primaria importanza, in quanto Harvey, oltre ad essere polistrumentista, ha anche spesso curato gli arrangiamenti dei brani.
Contemporaneamente all'attività con Cave, suonò nei Crime and the City Solution, oltre ad aver avviato la carriera da solista.
Insieme a Cave, inoltre, ha collaborato alla scrittura di diverse colonne sonore per il cinema.
Ha collaborato negli anni con molti artisti, tra cui PJ Harvey, Lydia Lunch e Scott Walker.
L'11 giugno 2013 ha pubblicato il suo sesto album da solista Four (Acts of Love), uscito per la Mute Records.

## Discografia parziale

### Discografia solista
Album
- 1995 – Intoxicated Man
- 1997 – Pink Elephants
- 2005 – One Man's Treasure
- 2007 – Two of Diamonds
- 2011 – Sketches from the Book of the Dead
- 2013 – Four (Acts of Love)
- 2016 – Delirium Tremens
- 2017 – Intoxicated Women

### Discografia con Nick Cave and the Bad Seeds
Album
- 1984 – From Her to Eternity
- 1985 – The Firstborn Is Dead
- 1986 – Kicking Against the Pricks
- 1986 – Your Funeral... My Trial
- 1988 – Tender Prey
- 1990 – The Good Son
- 1992 – Henry's Dream
- 1994 – Let Love In
- 1996 – Murder Ballads
- 1997 – The Boatman's Call
- 2001 – No More Shall We Part
- 2003 – Nocturama
- 2004 – Abattoir Blues/The Lyre of Orpheus
- 2008 – Dig, Lazarus, Dig!!!